# 恩基米
恩基米是赤道畿內亞的城市，由中南省負責管轄，位於該國大陸北部，海拔高度325米，主要經濟活動有自給農業和捕魚業，2007年人口3,371。